# 万库尔
万库尔（法語：Woincourt，法語發音：[wɛ̃kuʁ]）是法国上法兰西大区索姆省的一个市镇，位于该省西部，属于阿布维尔区。

## 地理
万库尔（50°3'59"N, 1°32'15"E）面积4.18 平方千米，位于法国上法蘭西大區索姆省，该省份为法国北部沿海省份，北起加来海峡省和北部省，西接滨海塞纳省和大西洋英吉利海峡，南至瓦兹省，东临埃纳省。
与万库尔接壤的市镇（或旧市镇、城区）包括：达尔尼、弗雷塞讷维尔、弗里维尔-埃斯卡博坦、伊藏格雷梅尔。
万库尔的时区为UTC+01:00、UTC+02:00（夏令时）。

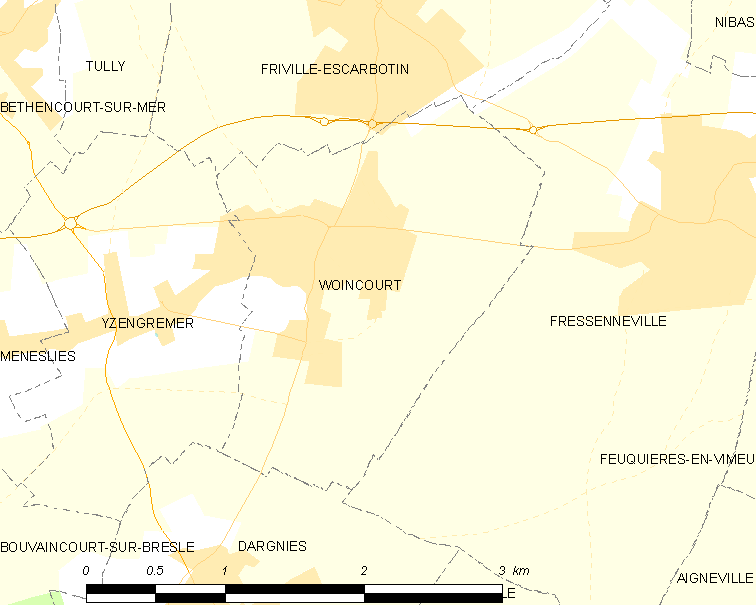
万库尔的OSM定位图

## 行政
万库尔的邮政编码为80520，INSEE市镇编码为80827。

## 政治
万库尔所属的省级选区为弗里维尔-埃斯卡博坦县。

## 人口

1962-2008年间万库尔人口变化图示

万库尔于2022年1月1日时的人口数量为1276人。